# Awake (película de 2007)
Awake es un film de suspenso y conspiración, el cual fue escrito y dirigido por Joby Harold y consistió en su debut directorial. Es protagonizado por Hayden Christensen, Jessica Alba, Terrence Howard y Lena Olin. Fue estrenada en Estados Unidos el 30 de noviembre de 2007.

## Argumento
Clayton "Clay" Beresford Jr. (Hayden Christensen) es un exitoso empresario perteneciente a una familia millonaria viviendo con su madre, Lilith (Lena Olin), después de que su padre, Clayton Beresford Sr., un drogadicto), muriera trágicamente en un accidente en su casa cuando él era pequeño. Clay se enamora de la secretaria personal de su madre, la atractiva e inteligente Sam (Jessica Alba), con la cual se casa pese a la oposición de su madre, quien no confía en ella y sospecha que en realidad solo pretende quedarse con él por interés, y especialmente su fortuna.
Clay sabe que no le puede quedar mucho tiempo de vida, ya que sufre de problemas del corazón y se le debe realizar un trasplante de inmediato, debido a que no hay muchos donantes debido a su tipo de sangre. 
Él deja que su mejor amigo, el Dr. Jack Harper (Terrence Howard), sea el encargado de realizarle la complicada operación, a pesar de que su madre no está de acuerdo, porque tampoco confía en él, e insiste que lo opere su novio, un cirujano cardiovascular muy respetable y reconocido. Sin embargo, Clay insiste y su amigo comienza la operación.
Una vez iniciada la operación en medio de la cirugía y bajo anestesia, Clay sufre lo que se conoce como conciencia con recuerdos o despertar intraoperatorio. Esto consiste en el que el paciente está consciente a la hora de ser intervenido quirúrgicamente, sin importar que lo hayan anestesiado. 
Clay siente el dolor y escucha las conversaciones de su amigo y todos los doctores que lo están operando pero no puede moverse. Así, Clay empieza a descubrir y a convencerse de que su madre tenía razón, que Sam trabaja para Jack y que se casó con él solo por su dinero y así poder ser la heredera legítima de sus bienes, y que su operación es un plan de ella y su mejor amigo para asesinarlo.
En medio de la operación, Sam entra a la sala e inyecta veneno al corazón donador, para así hacer creer que el órgano no fue ideal y su cuerpo lo rechazó. 
Dichosos por haber conseguido matar a Clay, Jack va con la madre de Clay a confirmarlo por muerto. Sin embargo, un doctor que estaba en la operación y no es parte del plan le revela que su hijo aún está vivo pero necesita urgentemente un corazón ya que su tipo de sangre es muy rara. Lilith descubre el plan cuando revisa la bolsa de Sam y se entera de que ella había trabajado para él, después de muchas sospechas que ya tenía al respecto. 
Lilith llama a su novio, le revela todo lo que está pasando y pide que vaya al hospital. Al llegar se encuentra con que Lilith se ha suicidado por una sobredosis de píldoras que encontró en la bolsa de Sam para así poder darle el corazón a su hijo. Su novio llega para iniciar una nueva operación y le dice a Jack que los descubrió y ha llamado a la policía, que ya viene en camino.  
Todos los cómplices son detenidos, Sam y Jack, que lograron no ser vistos por la policía, están en la oficina de Jack preparándose para huir. Sam decide abandonar a Jack creyendo que no ha sido descubierta y nadie sospechará de ella, Jack sabe que lo descubrieron, pero tampoco permitirá que ella se quede impune, por lo que se encierra en su oficina y desde adentro le revela que tiene una fuerte evidencia en su contra: la jeringa con la que inyectó el veneno al corazón que tiene sus huellas digitales. Sam, al darse cuenta, intenta escapar y también es detenida. 
Mientras tanto, Lilith tras morir se ha encontrado con Clay como almas. Ella le confiesa que se suicidó para darle su corazón porque ella no quería vivir sin él, sin embargo Clay siente tristeza y quiere morir también, porque tampoco quiere seguir viviendo sin su madre, que es la única persona que realmente lo quiso. Entonces Lilith lo lleva a la escena de su pasado para revelarle la verdad de la muerte de su padre y le muestra que lo que pasó en su casa cuando era pequeño. No fue un accidente como él siempre creyó, sino que ella había matado a su abusivo padre para protegerlo y con esto lo hace entender que él es quien merece vivir y está muy orgullosa por lo que ha llegado a ser. Clay se despide de su madre antes de que ella parta definitivamente al más allá y le permita a su nuevo corazón empezar a latir y al doctor hacerle volver a su cuerpo.
La operación termina y la vida de Clay es salvada. Poco después Jack, que finalmente decidió no intentar huir y sigue encerrado en su oficina con la policía tratando de entrar para arrestarlo, relata lo sorprendido que está de que Clay haya sobrevivido tras creer que estaba a punto de morir sin esperanzas. Clay abre los ojos y Jack termina diciendo: "Él está despierto" ("Él está consciente" en la versión hispanoamericana).

## Reparto
- Hayden Christensen: Clay Beresford, Jr.
- Jessica Alba: Samantha "Sam" Lockwood/Tunnel
- Terrence Howard como Jack Harper
- Lena Olin como Lilith Beresford
- Fisher Stevens como el Dr. Puttnam
- Arliss Howard como el Dr. Neyer
- Christopher McDonald como el Dr. Larry Lupin
- Georgina Chapman como Penny Carver
- Sam Robards como Clay Beresford, Sr.
- Steven Hinkle como Clay Beresford Jr. (joven)

- Datos: Q791596